# Publicitat encoberta
Publicitat encoberta és el terme que denomina tots els missatges audiovisuals (composts per imatges i sons) emesos sota el llindar de percepció conscient de l'espectador, i que tenen una fi publicitaria d'enviar un missatge amb la intenció comercial de motivar-lo a comprar qualsevol classe de bé, producte o marca. Això també és aplicable a aquells missatges visuals que contenen informació que no es pot observar a simple vista, com per exemple els anuncis d'imatge fixa en revistes il·lustrades o en cartells.
En el cas de les imatges en moviment l'ésser humà no és capaç de percebre de manera conscient cadascuna de les imatges que es projecten sobre una pantalla a una cadència de més de 14 imatges per segon. No obstant això el cervell sí que és capaç de percebre-les, de tal manera que qualsevol missatge que s'insereixi per aquest mètode pot ser percebut de forma subconscient, la qual cosa alguns han aprofitat per a afirmar que aquest tipus d'imatges influeixen en la voluntat de l'individu a l'hora de realitzar una determinada activitat (consumir un determinant producte o marca; sentir algun tipus de sensació, plaent o repulsiva; o incitar alguna necessitat: set, fam, terror, etc.).
En suma, els estudis més recents en el camp de la publicitat subliminal, finalment han demostrat que si les condicions són les correctes els missatges subliminals funcionen.

## Objectiu
Aquest tipus de publicitat té una intenció completament persuasiva cap al seu públic. Però no ho realitza de forma completament explicita, ja que l'objectiu és que l'espectador no sigui conscient d'estar sent persuadit i d'aquests elements publicitaris.

## Característiques
Aquest tipus de publicitat és reconeixible per la inserció d'uns certs missatges provinent d'una marca o una companyia comercial; dintre d'un context específic amb la intenció de persuadir a l'usuari pels seus gustos. És a dir, té en compte els interessos de l'espectador, ja que per exemple depenent de l'horari, el canal, o allò que s'estigui visualitzant es projectaran un tipus d'anuncis o altres per tenir un percentatge d'èxit més alt. El sistema que segueix és bàsicament la inserció del producte de forma fàcilment reconeixible, o del logo de la marca de la mateixa forma; però mai de forma molt obvia, de forma que l'espectador no s'adoni de tal estímul, sinó que ho faci el seu subconscient, incitant-lo amb un estímul intern a comprar tal cosa.Però, el tret més característic de la publicitat encoberta és la inconsciència de l'usuari al producte en específic, ja que mitjançant l'estudi previ de composició i organització, els publicistes aconsegueixen situar l'element de forma no gaire explicita i, per tant, aconsegueixen que l'espectador no sorgeixi tanta reacció cap a l'estímul comercial.

## Regulació i problemes
Actualment, la publicitat encoberta és una de les preocupacions més grans, de moltes institucions publicitàries, ja que atempta contra els drets del consumidor. Per això, legalment està molt restringida. Molts estats estan començant a prendre mesures en contra intentant protegir la legalitat i castigant als comercials o empreses que en fan ús.
La legalitat actual especifica que si se'n fa ús d'aquest tipus de publicitat, s'ha d'informar el públic que està visualitzant tal producte o marca amb fins comercials.

En el cas espanyol, la Llei General de Publicitat de 1988 inclou la publicitat subliminal com un tipus de publicitati ilícita, definint-la com:
"... aquella que per ser emesa amb estímuls en el llindar de la sensibilitat no és conscientment percebuda"
Cal apuntar que aquesta definició no la van realitzar juristes pròpiament dits, sinó un psicòleg, atès que cap dels ponents sabia exactament de què es tractava ni tenia indicis de la seva existència. Així i tot, es va considerar convenient prohibir aquesta manipulació publicitària.
També a Noruega existeixen sancions per a qui emeti missatges ocults en televisió, i a la Unió Europea, hi ha hagut una proposta de prohibir aquest tipus de publicitat amb la finalitat de protegir als infants i als joves.
Amb relació a aquest tema, actualment amb el fenomen dels influencers, aquest debat ha crescut encara més, ja que el seu sistema de guanys es basa en la publicitat encoberta cap als seus seguidors, que a sobre solen ser el jovent o un sector de població jove, que tendeix a ser inconscient d'aquest fet.
Per aquest motiu, les institucions reguladores han posat límits als creadors de continguts que en fan recurs. Per exemple, Amèrica, Austràlia, entre d'altres. . Han redactat lleis per protegir la seva població, per exemple la "Comissió federals de tractats dels Estats Units" Proctora americana dels Consumidors, una comissió creada amb l'objectiu de protegir als clients d'aquesta mena d'anunci i advertir-los del seu peral en els mitjans socials.

## Història
El suposat experiment és realitzat en 1957 als Estats Units per James Vicary va consistir a incloure un o dos fotogrames per minut amb la marca que es desitjava publicitar (algunes fonts indiquen que aquesta marca va ser Coca-Cola, altres fonts diuen que va ser una signatura local de crispetes, i altres finalment diuen que eren ambdues alhora). En 1962 Vicary va ser entrevistat per la revista Advertising Age i va declarar que l'experiment en realitat era un muntatge que es va dur a terme pel fet que la seva empresa passava per dificultats econòmiques. De totes aquestes informacions es dedueix que aquesta prova mai es va realitzar, per tant és un tecnomite i com ocorre amb molts altres tecnomites, aquesta s'ha difós a través de nombroses publicacions mancades de rigor científic.
En 2006, Johan C. Karremans, de la Radboud University de Nijmegen (Holanda), i els seus col·laboradors van voler veure si podien induir subliminalment a uns voluntaris a tenir preferència per una particular marca de beguda, concretament Lipton Ice. Per a això van triar una marca d'aigua mineral anomenada Spa Rood que era igualment d'efectiva per a apagar la set que Lipton Ice. A uns 61 voluntaris se'ls va sol·licitar una tasca d'observació que consistia en el fet que comptessin quantes vegades una cadena de "B"s majúscules contenia una "b" minúscula infiltrada. Cada cadena de "B"s apareixia per 300 mil·lisegons, mentre que durant 23 mil·lisegons apareixia una seqüència sense significat o amb el missatge subliminal “Lipton Ice”. Finalment se'ls preguntava si volien "Lipton Ice" o "Spa Rood" mitjançant la pressió sobre una tecla. Se'ls deia a més que això formava part d'un altre estudi totalment diferent. D'aquesta manera van poder comprovar que els voluntaris que van dir que estaven assedegats estaven més disposats a triar "Lipton Ice" només si havien rebut el missatge subliminal.
En un segon estudi els investigadors van fer que la meitat de 105 voluntaris se sentissin assedegats donant-los un aliment amb molta sal abans de realitzar l'experiment. En finalitzar, com s'havia pronosticat, van comprovar que el missatge subliminal havia tingut èxit entre els assedegats. El 80% d'aquests van triar "Lipton Ice" front només al 20% del grup de control que no va ser exposat al missatge. No obstant això aquells que no es trobaven assedegats no van triar preferiblement la beguda en qüestió, malgrat el missatge subliminal. L'experiment va demostrar que en determinades circumstàncies la publicitat subliminal funcionava.
En 2009, la revista de l'Associació Estatunidenca de Psicologia, va defensar que els estímuls subliminals estan subordinats a estímuls associatius estructurats prèviament i que el seu únic paper és el de reforçar una determinada conducta o una determinada actitud prèvia, sense que hi hagi proves concloents que l'estímul que provoca aquestes conductes sigui pròpiament subliminal.
Es continua especulant sobre aquest efecte, com en la revista de l'Associació Estatunidenca de Psicologia, que va demostrar que els estímuls subliminals estan subordinats a estímuls associatius estructurats prèviament i que el seu únic paper és el de reforçar una determinada conducta o una determinada actitud prèvia, sense que hi hagi proves concloents que l'estímul que provoca aquestes conductes sigui pròpiament subliminal.

## Alguns casos denunciats
A causa de l'experiment de James Vicary i la seva enorme difusió en el món de la publicitat van proliferar exemples de casos que aparentment explotaven impulsos sexuals primaris.
- Es va acusar l'anunci de Vetiver de la marca Puig de publicitat subliminal quan la model treia un braç de la piscina i el secundava en el sòl en l'ombra de l'entrecuix projectada per un model. L'agència de publicitat va respondre que va ser una casualitat i que la model no tenia instruccions de col·locar la mà en cap lloc prefixat.
- També es diu que l'ampolla de Coca-Cola va ser dissenyada 'subliminalment' perquè la seva forma recorda a la d'un cos de dona. No obstant això, els seus creadors van afirmar que l'objectiu de l'envàs era ser subjectat sense problemes malgrat estar mullat, fred i no tenir superfícies aspres, i que la inspiració per al seu disseny va ser la llavor de Cacau.[8]

Tots aquests casos solen ser paridòlies, sent l'única excepció el cas de la pel·lícula Los Rescatadores (coneguda també com a "Bernardo y Bianca"), on apareix una dona nua a la finestra d'un edifici, però això només es pot veure a càmera lenta, mitjançant una anàlisi quadre per quadre. Alts executius de Disney van afirmar que aquesta imatge havia estat inserida no pels seus empleats directes, sinó per algun dels encarregats del muntatge d'aquest film (treball que havia estat sub-contractat). Milers de còpies van haver de ser retirades del mercat.
- A-style va aixecar controvèrsia a causa d'una agressiva campanya publicitària basada al voltant del seu logotip, una A estilitzada que sembla simular una trobada sexual. La marca ha declarat que la polèmica darrere del disseny és completament intencionada.[10]

## Estudis sobre la publicitat subliminal en imatges fixes
Entre els investigadors a favor és ja llegenda Wilson Bryan Key, recopilador de missatges ocults en anuncis publicitaris, principalment associats amb sexe i mort. Un dels seus estudis més citats és el d'un anunci de whisky en el qual Key va trobar diverses figures ocultes en els glaçons. No obstant això, per a altres investigadors Key és algú amb una fixació sexual.
En realitat aquests exemples no serien subliminals en tant que les imatges, els ambients i les situacions són conscientment percebuts, com demostra el que l'espectador sigui capaç de descriure'ls i analitzar-los.
Lluís Bassat suggereix una interessant observació en indicar que l'objectiu actual de la publicitat és "aconseguir que el consumidor tingui en compte la marca quan pren la decisió", tendència oposada a l'objectiu de la publicitat subliminal. Al seu torn, Fernando Ocaña fa veure que l'essencial en el camp de la planificació de mitjans és obtenir el major record possible, la qual cosa porta implícit una percepció conscient i no inconscient com hauria de ser el cas.
Els estudis de psicologia més difosos diuen que perquè un estímul pugui produir algun efecte és necessari que sigui percebut. Contínuament estem sotmesos a una gran quantitat d'estímuls que el cervell ha d'anul·lar per a evitar-nos la bogeria. S'ha calculat que per a poder processar tots els estímuls que rep la vista seria necessari un cervell d'un any llum cúbic.
D'altra banda, uns certs descobriments de la psicologia experimental i les neurociències, mostren que les transmissions d'informació a través de les neurones responen a la llei del tot o res. En altres paraules, perquè una informació es transmeti a través d'una neurona ha de donar-se un potencial d'acció i en aquest punt només hi ha dues opcions: o es transmet un potencial d'acció o no es transmet. Quan un potencial d'acció es transmet es deu al fet que els estímuls han superat el llindar mínim de percepció, però quan no el superen no hi ha potencial d'acció. Tenint en compte que els estímuls subliminals estan, per definició, per sota del llindar mínim que genera un potencial d'acció, cal argumentar que el cervell humà no arriba a percebre ni conscient ni inconscientment els missatges subliminals.

### Publicitat associativa
A vegades es confon la tècnica subliminal amb la tècnica associativa. Així en exemples com:
- Els anuncis de begudes alcohòliques solen anar acompanyats de grups de joves ben vestits i exitosos. No sols és la beguda alcohòlica el que el consumidor adquireix, també obté acceptació del grup social.
- Un automòbil s'anuncia i s'associa amb èxit, bellesa i virilitat.
- Els productes per a la llar són anunciats per famílies felices i completes (amb pare, mare i dos o tres fills), els qui viuen en una casa que indica la seva posició social.
- En molts dels anuncis de productes cosmètics, com a locions o perfums, és una parella jove, sensual, bella, qui venel producte. Això apel·la al desig de les persones de trobar una parella amb unes certes característiques estètiques, i al fet que els qui ja la tenen se sentin identificats.

Seguint la definició legal espanyola es pot discutir si aquests exemples no serien subliminals perquè les imatges, els ambients i les situacions són conscientment percebudes, tant és així que passat l'anunci es poden resumir i descriure.

### Emplaçament
És també habitual identificar de manera errònia publicitat subliminal amb l'emplaçament de producte (product placement en anglès, la traducció literal del qual seria "producte expressament col·locat").
Un dels molts casos existents el van crear els productors de Parc Juràsic III, pel·lícula en la qual es va demanar suport a l'exèrcit dels Estats Units per a rodar el rescat final de l'Illa Nubla. La Infanteria de Marina dels Estats Units va oferir diversos vaixells, vehicles blindats, soldats i un helicòpter a canvi que es canviés la frase del guió "Algú que té un amic en el Departament de Defensa" per "Algú que té un amic a les Marines" i l'helicòpter girés enfront de la cambra mostrant al públic la inscripció "Marines".
És cert que s'ha acusat diverses sèries de televisió i pel·lícules d'usar i abusar de l'emplaçament; però aquesta forma de publicitat encoberta no és subliminal atès que les imatges, sons, comentaris, etc. estan dins del llindar de la sensibilitat i són percebuts de manera totalment conscient per l'audiència; fins i tot pot ser causa de rescissió de contracte si el producte no està en pantalla el suficient temps o no es veu amb la suficient claredat, tal qual es va escriure en el guió.

## Conclusions
Ha passat molt de temps des dels primers experiments duts a terme per Peirce i Jastrow (1884) o els estudis de Black i Bevan (1960), i les tècniques de persuasió subliminal han evolucionat considerablement. No obstant això, l'existència de la publicitat subliminal en concret és un tema que continua provocant controvèrsies. Així l'OCU ha publicat estudis sobre la publicitat emesa a Espanya, inclòs el de gener de 2006 dedicat exclusivament a la publicitat encoberta, i no ha trobat cap cas amb aquesta pràctica il·lícita. En altres estudis sobre el fenomen publicitari no es fa ni tan sols referència a la publicitat subliminal, ni com a format ni com a suport. Per a alguns investigadors, psicòlegs i publicistes la publicitat subliminal té molt de llegenda urbana; no obstant això, les recerques més recents finalment han demostrat que si les condicions són les correctes els missatges subliminals funcionen.